# Winkel (França)
Winkel (en alsacià Wínkel) és un municipi francès, situat a la regió del Gran Est, al departament de l'Alt Rin. L'any 2004 tenia 366 habitants.

## Demografia
| 1962 | 1968 | 1975 | 1982 | 1990 | 1999 |
| ---- | ---- | ---- | ---- | ---- | ---- |
| 337  | 361  | 331  | 323  | 331  | 334  |

## Administració
| Període    | Identitat        | Partit |
| ---------- | ---------------- | ------ |
| 2001- 2008 | Joseph Fuetterer |        |
| 2008-      | Grégory Kluger   |        |